# Centro de Estudios Demográficos
El Centro de Estudios Demográficos, abreviadamente CED, (en catalán Centre d'Estudis Demogràfics) es una institución que fue creada por la Generalidad de Cataluña y la Universidad Autónoma de Barcelona el 10 de febrero de 1984. Se ocupa de la investigación y la formación de especialistas en demografía. Desde 1985 actúa como un consorcio, con entidad jurídica propia, y está ubicado en Bellaterra, en el Campus de la Universidad Autónoma de Barcelona.

## Objetivos
Entre los objetivos del CED se encuentran la investigación, la formación y la difusión de los estudios demográficos y de la población en el ámbito europeo, ocupándose especialmente del contexto catalán del y español. La investigación básica y aplicada, la docencia con la programación de cursos específicos de formación, la difusión con publicaciones propias y ajenas, la organización y participación en actos públicos, y el establecimiento de relaciones con otras instituciones relacionadas, se encuentran entre sus finalidades más destacadas. La demografía de Cataluña es uno de sus puntos de interés principales, ocupándose del seguimiento sistemático de las pautas y tendencias de la población catalana, pero, también lo son la población de España.

## Organización y redes de relación
La investigación del CED se encuentra organizada en seis grandes áreas: Demografía Histórica; Fecundidad y Familias; Educación y Trabajo; Salud y Envejecimiento; Migraciones, Movilidad y Vivienda; y Migraciones Internacionales. En su vertiente de demografía aplicada, el CED destaca por la elaboración de proyecciones de población y estudios sociodemográficos.
En el ámbito de la docencia, además de cursos específicos de formación en demografía, el CED imparte, conjuntamente con el Departamento de Geografía de la UAB, formación de postgrado de primer nivel en demografía: el Master Oficial en Estudios Territoriales y de la población-Demografía y el programa de Doctorado en Demografía.
El CED forma parte del sistema CERCA, formado por los Centros de Investigación de Cataluña, de la Asociación Catalana de Entidades de Investigación (ACER) y de la red "Population Europe", que aglutina a los centros de investigación en demografía más relevantes de Europa.
El CED también es miembro de la "European Doctoral School of Demography" (EDSD), habiendo sido su sede durante los cursos académicos 2011-12 y 2012-13, así como de las ediciones 2019-2023.

## Servicios
El CED es la sede del Integrated European Census Microdata, una base de microdatos censales armonizadas de alcance europeo en colaboración con la Universidad de Minnesota. Dispone de un banco de datos demográficos de España y Cataluña (los datos se remontan a 1497). También dispone de una biblioteca especializada y un centro de documentación, los que ponen al alcance de la comunidad científica y universitaria estadísticas de población españolas desde 1787 y bibliografía sobre demografía catalana, española, europea e internacional.
Entre sus publicaciones se encuentra, desde 1984, la colección de "Papers de Demografia", en formato working paper. Hasta 2015, se han editado 450 números. Desde enero de 2016 también se edita el boletín científico "Perspectives Demogràfiques", una publicación científica, de periodicidad trimestral, pensada para acercar de forma didáctica los aspectos más relevantes de la demografía a un amplio público.

## Dirección
Desde la creación del CED, en 1984 y hasta el 22 de octubre de 2008, Jordi Nadal Oller ha sido el presidente del consejo de gobierno de la institución, fecha en que fue sustituido por el rector de la UAB Lluís Ferrer Caubet y posteriormente por Ferran Sancho y Pifarré. Desde entonces la presidencia ha recaído en los rectores o las rectoras de la UAB. Desde enero de 2015, Albert Esteve Palós es el director del CED, sustituyendo a Anna Cabré i Pla que había ostentado el cargo de directora desde 1984 hasta 2014, en el momento de su jubilación. Actualmente Anna Cabré es Directora Honoraria. Desde noviembre de 1997 Andreu Domingo ocupa el cargo de subdirector y Hermínia Pujol el cargo de gerente del CED.

## Reconocimientos y premios
- El 26 de febrero de 2016 recibe el reconocimiento "HR Excellence in Research", de la Comisión Europea.[18]
- En julio de 2015 le fue otorgada el Premio Narcís Monturiol al mérito científico y tecnológico.[19][20]